# کراسنایا بورنا
کراسنایا بورنا (انگلیسی: Krasnaya Burna) یک شهرک در شهرستان بلاگووشچنسکی باشقیرستان کشور روسیه است.